# Тяньцзінь Цюаньцзянь
ФК «Тяньцзінь Цюаньцзянь» (кит.: 天津权健足球俱乐部) — колишній китайський футбольний клуб з Тяньцзіня, що існував у 2006—2020 роках. Виступав у Суперлізі. Домашні матчі приймав на стадіоні Олімпійського центру, місткістю 60 000 глядачів.

## Назви
- 2006—2007 — «Хух-Хото Біньхай»
- 2008—2015 — «Тяньцзінь Сунцзян»
- 2015—2018 — «Тяньцзінь Цюаньцзянь»
- 2019—2020 — «Тяньцзінь Тяньхай».

## Досягнення
- Китайська Суперліга:
  -  Бронзовий призер (1): 2017

### Національні
| Сезон    | 2007 | 2008 | 2009 | 2010 | 2011 | 2012 | 2013 | 2014 | 2015 | 2016 | 2017 | 2018 | 2019 |
| -------- | ---- | ---- | ---- | ---- | ---- | ---- | ---- | ---- | ---- | ---- | ---- | ---- | ---- |
| Дивізіон | 3    | 3    | 3    | 3    | 2    | 2    | 2    | 2    | 2    | 2    | 1    | 1    | 1    |
| Місце    | 5    | 2    | 3    | 2    | 12   | 6    | 10   | 7    | 9    | 1    | 3    | 9    |      |

### Міжнародні
| Сезон | Змагання           | Раунд       | Суперник             | Вдома | На виїзді | Загальний рахунок   |
| ----- | ------------------ | ----------- | -------------------- | ----- | --------- | ------------------- |
| 2018  | Ліга чемпіонів АФК | Плей-офф    | Серес-Негрос         | 2–0   | –         | 2–0                 |
| 2018  | Ліга чемпіонів АФК | Група       | Кітчі                | 3–0   | 1–0       | 2-ге                |
| 2018  | Ліга чемпіонів АФК | Група       | Касіва Рейсол        | 3–2   | 1–1       | 2-ге                |
| 2018  | Ліга чемпіонів АФК | Група       | Чонбук Хьонде Моторс | 4–2   | 3–6       | 2-ге                |
| 2018  | Ліга чемпіонів АФК | 1/16        | Гуанчжоу Евергранд   | 0–0   | 2–2       | 2–2 (гол на виїзді) |
| 2018  | Ліга чемпіонів АФК | Чвертьфінал | Касіма Антлерс       | 0–3   | 0–2       | 0–5                 |

## Відомі гравці
Європа
- Тааві Ряхн (2011–2012)
- Александр Родич (2011–2012)
- Аксель Вітсель (2017–2018)
- Антоні Модест (2017—2018)

Південна Америка
- Жадсон (2016)
- Луїс Фабіано (2016)
- Алешандре Пату (2017–2019)

Азія
- Сунь Ке (2016–2020)